# Between Love and Honor (film 1910)
Between Love and Honor  è un cortometraggio muto del 1910. Il nome del regista non viene riportato nei credit del film prodotto dalla Vitagraph.

## Trama
Un pescatore tratta con durezza la figlia alla quale non dona mai un momento di affetto. Un giorno, accompagnato alla barca, nota con disapprovazione che la figlia e il suo aiutante sono innamorati. In mare, il vecchio strapazza il giovane, che accusa di lavorare male e di non aver riparato un buco nella rete da pesca. Giunti a terra, continua a trattare con astio il ragazzo fino a che, in preda all'ira, lo abbatte con un colpo di pietra. Il giovane cade a terra, dove resta immobile nella sabbia. Il pescatore ritorna in sé e si rende conto di quello che ha fatto. Convinto di averlo ucciso, la lascia per terra, dimenticando lì vicino il suo berretto, e torna a casa. Sua figlia, non vista, ha assistito alla scena. Si avvicina al corpo nella sabbia e anche lei crede che il suo innamorato sia morto. Vede il berretto e se lo nasconde in petto, sapendo che può diventare una prova contro suo padre. A casa, il vecchio pescatore, per dimenticare, si è messo a bere. Quando la figlia gli restituisce il berretto, lui capisce che lei sa ciò che è successo. Va fuori di casa e si avvia sul sentiero dove si trova il cadavere. Ma il morto è sparito: alcuni pescatori hanno trovato il giovane intontito e lo hanno portato via con loro. Il vecchio si aggira sulla spiaggia, convinto di vedere il fantasma della sua vittima; così, mezzo impazzito, non si ripara da una tempesta che arriva a spazzare gli scogli. Il suo corpo verrà ritrovato dalla figlia che è uscita di casa con una lanterna, preoccupata per la sua assenza. In quel mentre ritorna anche il giovane pescatore: la sua testa fasciata fa capire alla ragazza quello che è veramente successo e lei, felice, gli si getta tra le braccia. Lui, allora, le chiede di sposarlo. Sarà, da quel momento, lui ha curarsi di lei, a proteggerla e ad amarla. Qualche tempo dopo, il sole splende sulla loro piccola casa accogliente, illuminata dal sorriso di un bambino e dal loro amore.

## Produzione
Il film fu prodotto dalla Vitagraph Company of America.

## Distribuzione
Distribuito dalla General Film Company, il film - un cortometraggio in una bobina - uscì nelle sale cinematografiche statunitensi l'8 luglio 1910.